# ジョージ・マリドン
ジョージ・マリドン（George Maledon、1830年6月10日 - 1911年6月5日）は、「首吊王子」（The Prince of Hangmen）と呼ばれたアメリカ合衆国の死刑執行人である。
首吊裁判官（The Hanging Judge）と呼ばれた連邦裁判所のアイザック・パーカー (Isaac Parker) 裁判官と共に有名になった。

## 初期の人生
ドイツのメルボンで1830年6月10日に生まれた。幼い時に家族と共にアメリカのデトロイトに移住した。彼は18歳になるとアーカンソー州のフォートスミスへ引越して警察官として働き始めた。南北戦争の勃発でアーカンソー州軍の第1大隊に勤めた。

## 南北戦争後
戦争が終わったあと、ジョージ・マリドンはフォートスミスに戻った、そこで、彼は保安官助手として、そして看守として働き始めた。1871年に、彼は絞首刑の執行を担当する特別保安官代理に任命された。彼が最も有名になるのは、この仕事においてであった。22年にわたって、脱走しようとした5人の囚人を射殺したのを含めて60人以上の死刑執行を行った。
1873年から1876年の間は全ての死刑執行が公開で行われていた。このため、死刑執行が行われるたびに数千人の観客が集った。そこで、彼は市民とマスコミから首吊王子（Prince of Hangmen）と呼ばれるようになった。1875年9月3日に6人の男性を絞首刑にした、1日に連続6人の絞首刑というのは他に事例が無く、この死刑執行は公開で行われマスコミが群がった。
判決を下したアイザック・パーカー裁判官と共にジョージ・マリドンはマスコミから取材攻めに合わされた。1878年に、高さ16フィートのフェンスが絞首台の周りに作られ、死刑執行は非公開になった。
ジョージ・マリドンは1885年に引退した。
フォートスミスで最期の絞首刑による死刑執行は1896年7月30日に行われた。
長年使われた絞首台は取り壊されて、燃やされた。
しかし、絞首台は1981年に復元され、現在は国家史跡に指定されている。
1905年にジョージ・マリドンは体を悪くしてテネシー州フンボルトの老人ホームへ入った。
彼はそこで、1911年に死んで、ジョンソンシティの墓地に埋葬された。
ジョージ・マリドンはアメリカ史上最も多くの死刑を執行したと言われている。